# Renzo Revoredo
Renzo Revoredo Suazo (Lima, 11 de maio de 1986) é um ex-futebolista peruano que atuava como zagueiro.

## Carreira
Revoredo fez parte do elenco da Seleção Peruana de Futebol da Copa América de 2016.

## Títulos
Coronel Bolognesi
- Clausura: 2007

Universitario de Deportes
- Liga Peruana: 2009